# Дарт Сион
„Зов Корибана је јак, али је то зов мртвих.“ — Дарт Сион
„Да... о болу је научио много. О знању, о учењима, не зна ништа.“ — Креја
Дарт Сион (енгл. Darth Sion) је измишљени лик из проширеног универзума Звезданих ратова.
Дарт Сион је, заједно са Дарт Нихилусом и Дарт Трејом, један од главних ликова у видео-игри  (Звездани ратови: Витезови Старе Републике II: Господари Сита). Његово тело је сачињено од делића које на окупу држи чиста снага воље и моћ мржње, каналисана кроз мрачну страну.

## Историја
Пре и током Грађанског рата Џедаја, Сион је био млад перспективан Сит ученик.
Када је ред Сита на Корибану заратио међу собом након смрти Дарт Малака и Дарт Ревановог нестанка, Сион је, очигледно, био један од господара Сита који су побегли у Непознате области галаксије. Али изгледа да је он заправо отишао на Малакор 5, где је постао ученик Дарт Треје, која је раније била Реванов учитељ.
Сион је био јединствено моћна особа, јер је научио путеве бола у Трејус академији на Малакору. Мучење и убијање других је увећавало његову снагу у Сили, а његова способност да се храни сопственим болом и мржњом га је учинила бесмртним. Као мајстор у коришћењу светлосне сабље и можда најозлоглашенији Сит убица свог времена, за Сиона се зна да је одговоран за смрт безбројних Џедаја током прикривеног рата који су водили он и лорд Нихилус.
Док је био на Корибану, заробио је и убио Џедај учитеља Лону Ваш, која је била један од чланова Савета Џедаја који је послао Џедај Изгнаника у спољашњи обод да одслужи своју казну. Пре него што ју је Сион убио, имала је ово да каже о њему: „Овај господар Сита, Дарт Сион, изопачење је мрачне стране какво досад никад нисам видела. Премда је био довољно лукав да ме зароби, делује ми као колебљив грубијан, и требало би да буде лако присилити га.“ Није могла да буде мање у праву, јер ју је Дарт Сион лако посекао.
Касније се на Корибану борио у двобоју са Изгнаником, и победио га, али је Изгнаник побегао.
Дарт Сион је заједно са Дарт Нихилусом био ученик Дарт Треје пре него што су је он и Нихилус истерали из реда Сита и одузели јој њене моћи. Желео је не само уништење свих Џедаја већ се, обузет мржњом према својој бившој господарици, надао и да ће разорити све што јој је драго. 3951. године ПБЈ, у Трејус језгру, срцу Трејус академије на Малакору 5, поразио га је Џедај Изгнаник који је служио Дарт Ревана током Мандалоријанских ратова.
Пошто је живео тако дуго а да није знао ни за шта осим за мржњу, било му је драго да коначно напусти то зло место. Због Сионове способности да управља сопственим болом, вештине са светлосном сабљом и натприродне моћи преживљавања кроз мрачну страну, Изгнаник није могао да га победи у физичкој борби. Уместо тога, Изгнаник је био приморан да користи своју моћ убеђивања да би окренуо Сиона против његових сопствених уверења, разједајући његову вољу и убеђујући га да Дарт Треји више није од користи, и да би се одустајањем од Силе коначно ослободио ужасног бола и мржње које је подносио. Сион је попустио под Изгнаниковим утицајем и жртвовао свој живот Сили у срцу Трејус академије.
Мало пре своје смрти, Сион је показао да га мржња није у потпуности обузела и да је можда тражио нешто више од смрти и уништења. С горчином је рекао Изгнанику: „Као и ти, Реван је додирнуо моћ и одбио је. Прилика да излечи ову сломљену галаксију... а он ју је одбио!“